# 川柳村 (埼玉県)
川柳村（かわやぎむら）は埼玉県の南東部、南埼玉郡に属していた村。
村名の由来は、合併した4村の名の中から、柿ノ木（かきのき）、伊原（いはら）、南青柳（みなみあおやぎ）、麦塚（むぎづか）と平仮名を一字ずつ採り、つなぎ合わせたものである（川柳の旧式仮名遣いは「かはやぎ」）。
概ね、現在の草加市青柳（青柳町）・柿木町、越谷市川柳町・伊原・南町の一部・大成町の一部に当たる。

## 地理
- 河川：中川

## 歴史
- 1889年（明治22年）4月1日 - 町村制施行に伴い、柿ノ木村・南青柳村・伊原村・麦塚村が合併し、南埼玉郡川柳村が成立する。
- 1950年（昭和25年） - 南埼玉郡大相模村東方の一部を編入し、上谷（うわや）とする。
- 1955年（昭和30年）8月1日 - 北足立郡草加町に編入される。
- 1955年（昭和30年）11月3日 - 旧川柳村のうち伊原・上谷・麦塚が草加町から分離し、南埼玉郡越谷町に編入される。

## 出身・ゆかりのある人物
- 豊田三郎（作家、森村桂の父）
- 豊田清光（写真家）